# I Want You to Need Me
I Want You to Need Me è l'ultimo singolo tratto dall'album di Céline Dion, All the Way ... A Decade of Song (1999) pubblicato il 15 luglio 2000. La canzone è stata scritta da Diane Warren, autrice di molti successi della Dion tra i quali Because You Loved Me e prodotta da Matt Serletic.

## Contenuti e videoclip musicale
Il singolo fu rilasciato in Europa, Giappone e Stati Uniti nel luglio 2000 insieme a tracce secondarie come That's the Way It Is e Then You Look at Me. Del brano furono realizzate anche delle versioni remix, prodotte dal team Thunderpuss e pubblicate sui vari CD singoli rilasciati. Nell'agosto 2000 negli Stati Uniti fu distribuito un Maxi Singolo contenente due versioni di That's the Way It Is e due versioni di I Want You To Need Me.
Per il singolo fu realizzato anche un videoclip musicale diretto da Liz Friedlander e pubblicato nel maggio 2000. Il videoclip è stato anche incluso nel DVD di All the Way... A Decade of Song & Video.

## Recensioni da parte della critica
Il singolo ricevette una buona accoglienza da parte dei critici musicali. Su Billboard Chuck Taylor scrisse:"Il legame tra Céline Dion e Diane Warren è sempre stato perfetto come una coppia fidata di Thom McAnn. Tra il cuore spezzato e la drammatica scrittura melodica della Warren e la potente voce della Dion proveniente direttamente dal suo lato soul, il divadom non è mai sembrato così potente. Per i fan delle ballate di alto livello di Céline, questa è davvero tra le migliori in assoluto ed è un momento culminante dei suoi 5 milioni di copie vendute di All the Way ... A Decade of Song. Desiderando un'attenzione romantica, la Dion canta tu hai bisogno di me, come l'aria che respiri / Voglio che tu mi senta, in tutto / Voglio che tu mi veda, in ogni tuo sogno / Il modo in cui ti assaggio, ti sento, ti respiro, hai bisogno di te. La fidata melodia della Warren è totalmente naturale e a flusso libero, mentre la produzione del solito Matt Serletic mischiata al rock è pura perfezione. Tutto passa dalla gloriosa parte centrale fino alla fine, dove la Dion offre esattamente ciò che ci aspettiamo: un formicolio crescente come quelle prime volte che abbiamo sentito My Heart Will Go On."
Michael Paoletta di Billboard in una recensione di All the Way... A Decade of Song scrisse che I Want You to Need Me è "una canzone d'amore consumata, matura per essere un secondo singolo". Stephen Thomas Erlewine di AllMusic mise I Want You to Need Me tra le canzoni "non particolarmente memorabili, soprattutto rispetto agli altri successi". Jose F. Promis recensì il Maxi singolo pubblicato negli Stati Uniti dandogli 1 stella e mezzo su 5 e definì le versioni remixate delle "hit da club sotterraneo". La versione originale non presente nel maxi-singolo secondo Promis "è una grande ballata bombastica... ed è precisamente il tipo di grande ballata che si presta facilmente alla trasformazione della pista da ballo". Nella sua recensione il critico riprende i remix-dance scrivendo: "possono essere un po' rumorosi e un po' stridenti per coloro che non sono in questo genere di musica."

## Successo commerciale
La canzone raggiunse la numero uno (per una settimana) della classifica dei singoli più venduti in Canada.
Negli Stati Uniti il singolo non entrò nella Billboard Hot 100, ma riuscì a classificarsi 12ª nella Hot Adult Contemporary Tracks. Il Maxi-Singolo contenente la doppia traccia di That's the Way It Is e I Want You To Need Me raggiunse la posizione numero sette della Hot Dance Singles Sales.
I Want You To Need Me si classificò anche nella top 40 di Svezia (numero 25) e Svizzera (numero 40).

## Formati e tracce
CD Singolo Promo (Europa; Stati Uniti) (Epic: SAMPCS 8670 1; 550 Music: BSK 49235)
1. I Want You to Need Me – 4:34 (Diane Warren)

CD Maxi-Singolo (Europa) (Columbia: COL 669402 2)
1. I Want You to Need Me – 4:34 (Warren)
2. I Want You to Need Me (Thunderpuss Radio Mix) – 4:32 (Warren)
3. I Want You to Need Me (Thunderpuss Tribapella) – 7:41 (Warren)
4. That's the Way It Is (The Metro Club Remix) – 5:28 (Max Martin, Kristian Lundin, Andreas Carlsson)

CD Singolo (Francia) (Columbia: COL 669402 1)
1. I Want You to Need Me – 4:34 (Warren)
2. I Want You to Need Me (Thunderpuss Radio Mix) – 4:32 (Warren)

CD Singolo (Giappone) (Epic: ESCA 8131)
1. I Want You to Need Me – 4:34 (Warren)
2. Then You Look at Me – 4:09 (testo: Will Jennings – musica: James Horner)
3. My Heart Will Go On (Live) – 5:23 (testo: Will Jennings – musica: James Horner)

CD Singolo (Giappone) (Epic: ESCA 8189)
1. I Want You to Need Me (Thunderpuss Radio Mix) – 4:32 (Warren)
2. I Want You to Need Me (Thunderpuss Club Mix) – 8:10 (Warren)
3. I Want You to Need Me (Thunderpuss Tribapella) – 7:42 (Warren)
4. I Want You to Need Me (Thunderdub) – 6:43 (Warren)
5. That's the Way It Is (Metro Mix - Edit) – 3:15 (Martin, Lundin, Carlsson)
6. That's the Way It Is (The Metro Club Remix) – 5:30 (Martin, Lundin, Carlsson)

CD Singolo Promo (Messico) (Epic: PRCD 97986)
1. I Want You to Need Me – 4:33 (Warren)

CD Singolo (Stati Uniti) (550 Music: 46K 79473)
1. That's the Way It Is (Album Version) – 4:01 (Martin, Lundin, Carlsson)
2. That's the Way It Is (The Metro Club Remix) – 5:28 (Martin, Lundin, Carlsson)
3. I Want You to Need Me (Thunderpuss Radio Mix) – 4:32 (Warren)
4. I Want You to Need Me (Thunderpuss Club Mix) – 8:09 (Warren)

LP Singolo 12" (Europa) (Columbia: COL 669402 6)
1. I Want You to Need Me (Thunderpuss Club Mix) – 8:09 (Warren)
2. I Want You to Need Me (Thunderpuss Tribapella) – 7:41 (Warren)
3. I Want You to Need Me (Thunderdub) – 6:45 (Warren)
4. I Want You to Need Me (Thunderpuss Club Instrumental) – 8:10 (Warren)

## Versioni ufficiali
- I Want You to Need Me (Album Version) – 4:34
- I Want You to Need Me (Thunderdub) – 6:43
- I Want You to Need Me (Thunderpuss Club Instrumental) – 8:10
- I Want You to Need Me (Thunderpuss Club Mix) – 8:10
- I Want You to Need Me (Thunderpuss Radio Mix) – 4:32
- I Want You to Need Me (Thunderpuss Tribapella) – 7:41

## Classifiche

### Classifiche settimanali
| Classifica (2000)                                     | Posizione massima raggiunta |
| ----------------------------------------------------- | --------------------------- |
| Belgio Fiandre (Ultratip Bubbling Under)              | 15                          |
| Belgio Vallonia (Ultratip Bubbling Under)             | 14                          |
| Canada (Billboard Canadian Singles Chart)             | 1                           |
| Canada (RPM Adult Contemporary Tracks)                | 19                          |
| Paesi Bassi (Single Top 100)                          | 49                          |
| Polonia (ZPAV Airplay)                                | 7                           |
| Stati Uniti (Billboard Hot Adult Contemporary Tracks) | 12                          |
| Stati Uniti (Billboard Hot Dance Singles Sales)       | 7                           |
| Svezia (Sverigetopplistan)                            | 25                          |
| Svizzera (Schweizer Hitparade)                        | 40                          |

### Classifiche di fine anno
| Classifica (2000)                          | Posizione |
| ------------------------------------------ | --------- |
| Stati Uniti (Hot Dance Maxi-Singles Sales) | 32        |

## Crediti e personale
Registrazione
- Registrato ai The Record Plant di Los Angeles (CA); Hit Factory di New York City (NY); Paradise Sounds (FL)
- Mixato ai The Record Plant di Los Angeles (CA)

Personale
- Arrangiato da Matt Serletic
- Basso: Leland Sklar
- Batteria: Kenny Aronoff
- Chitarra: Michael Thompson
- Coordinatori di produzione: Matthew Freeman, Valerie Pack
- Ingegnere del suono: Dave Ashton, Chris Brooke
- Mixato da Humberto Gatica
- Musica di Diane Warren
- Orchestra diretta da Suzie Katayama
- Orchestra Manager: Jesse Levy
- Orchestrazione scritta da Matt Serletic
- Percussioni: Luis Conte
- Pianoforte: Jon Gilutin
- Pro-Tools/Digital editing di Mark Dobson
- Produttore: Matt Serletic
- Registrato da Frank Filipetti, David Thoener
- Registrazione voce solista: Humberto Gatica
- Secondo ingegnere del suono: Andy Haller
- Tastiere: Jon Gilutin
- Testi di Diane Warren
- Trasferito da Tal Hurzberg

## Cronologia di rilascio
| Paese       | Data           | Formato           |
| ----------- | -------------- | ----------------- |
| Europa      | 2000           | CD • Vinile (12") |
| Francia     | 2000           | CD                |
| Giappone    | 5 aprile 2000  | CD                |
| Giappone    | 19 luglio 2000 | CD                |
| Stati Uniti | 1 agosto 2000  | CD                |